# Infurcitinea klimeschi
Infurcitinea klimeschi är en fjärilsart som beskrevs av Passerin 1974. Infurcitinea klimeschi ingår i släktet Infurcitinea och familjen äkta malar.
Artens utbredningsområde är Italien. Inga underarter finns listade i Catalogue of Life.